# Laguna de Torró
Laguna de Torró är en periodisk sjö i Spanien.   Den ligger i provinsen Provincia de Cádiz och regionen Andalusien, i den sydvästra delen av landet, 500 km söder om huvudstaden Madrid. Laguna de Torró ligger 14 meter över havet. Trakten runt Laguna de Torró består till största delen av jordbruksmark.